# Nervus vestibularis
De nervus vestibularis of evenwichtszenuw een van de twee aftakkingen van de nervus vestibulocochlearis (de nervus cochlearis is de andere). Hij gaat naar de canales semicirculares via het ganglion vestibulare. Hij ontvangt informatie over de positie van het lichaam.
Axonen van de nervus vestibularis eindigen in synapsen in de nucleus vestibularis op de laterale caudale wand van de vierde ventrikel in de pons en de medulla oblongata.